# Blotter

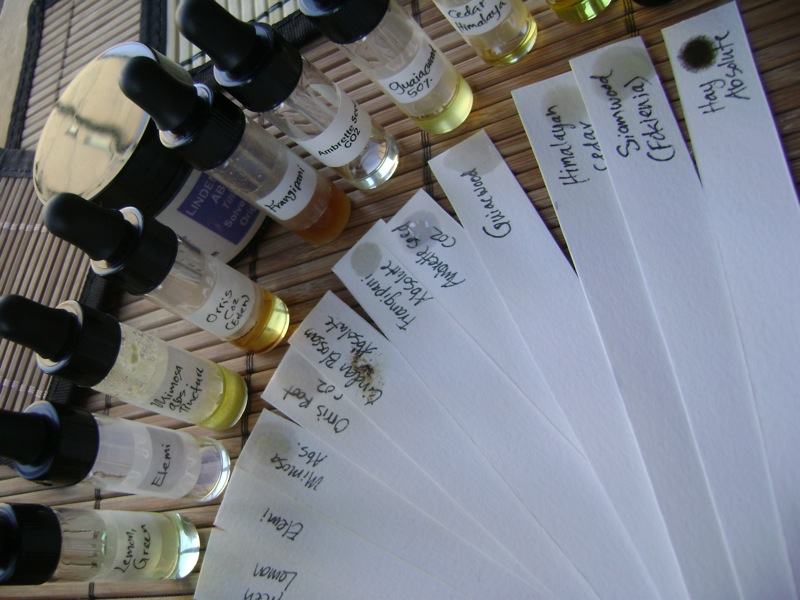
Blottery z próbkami różnych perfum

Blotter (ang. suszka) – niewielki pasek papieru służący do testowania perfum. Jest on używany przez perfumiarzy przy tworzeniu kompozycji zapachowych, jak również przez klientów perfumerii, którzy chcą wypróbować perfumy przed zakupem.

## Charakterystyka
Standardowy blotter ma najczęściej od 10 do 15 cm długości i około 1 cm szerokości, papier musi również mieć odpowiednią gramaturę, zwykle około 180 g/m² i powinien być w jak najmniejszym stopniu przetworzony. Można jednak spotkać wiele rodzajów niestandardowych blotterów, np. zakończone szpicem, ścięte na końcu, w kształcie kropli.
Blottery używane przez perfumiarzy są często węższe u końca, co ułatwia zanurzanie ich w wąskich butelkach oraz złożone na pół w długości, by uniknąć zginania się papieru po zamoczeniu. Blottery używane w sklepach są nieco cieńsze niż te profesjonalne, dzięki czemu zapach szybciej wyparowuje i można wypróbować więcej perfum na jednym papierku.

## Użycie
Testowanie przy użyciu blottera pozwala lepiej poznać prawdziwy zapach perfum niż wąchanie ich prosto z butelki. Po spsikaniu lub zamoczeniu blottera należy odczekać kilka sekund, by ulotnił się zapach alkoholu, a następnie powąchać trzymając go kilka centymetrów od nosa. Po sprawdzeniu zapachu na blotterze można jeszcze dodatkowo sprawdzić zapach wybranych perfum na skórze, ponieważ mogą się one nieco różnić.